# SBT MS
SBT MS é uma emissora de televisão brasileira regional sediada em Campo Grande, capital do estado do Mato Grosso do Sul. Opera no canal 8 (28 UHF digital) e é afiliada ao SBT. Pertence à Fundação Internacional de Comunicação, grupo de comunicação da Igreja Internacional da Graça de Deus, do missionário R. R. Soares, que também é responsável pela TV Guanandi.

## História
A emissora foi fundada em 11 de outubro de 1980 como TV Campo Grande, pelo proprietário do jornal Correio do Estado, José Barbosa Rodrigues. Inicialmente funcionava com programação inteiramente local, mas em 1981, tornou-se afiliada ao recém-criado SBT, sendo uma das afiliadas de longa data da rede.
Em 2000, começou a expansão do seu sinal para outros municípios de Mato Grosso do Sul, transmitindo via satélite para retransmissoras que atualmente atingem 74 municípios e cerca de 97,5% da população. Em 2003, com a morte de José Barbosa Rodrigues, a emissora passa a ser administrada pelo seu filho, Antônio João Hugo Rodrigues.
Em 11 de março de 2009, a Rede Centro-Oeste de Rádio e Televisão arrendou a emissora para a Fundação Internacional de Comunicação, braço midiático da Igreja Internacional da Graça de Deus. Em setembro de 2011, a TV Campo Grande foi adquirida pela Fundação Internacional de Comunicação. Após a aquisição, o canal passou por mudanças em sua programação. O nome da emissora também foi alterado para SBT MS. As mudanças foram realizadas sob a orientação de R. R. Soares, proprietário da emissora.

## Sinal digital
| Canal virtual | Canal digital | Resolução de tela | Programação                           |
| ------------- | ------------- | ----------------- | ------------------------------------- |
| 8.1           | 28 UHF        | 1080i             | Programação principal do SBT MS / SBT |

Transição para o sinal digital
Com base no decreto federal de transição das emissoras de TV brasileiras do sinal analógico para o digital, o SBT MS, bem como as outras emissoras de Campo Grande, cessou suas transmissões pelo canal 8 VHF em 31 de outubro de 2018, seguindo o cronograma oficial da ANATEL.